# After Bathing at Baxter’s
After Bathing at Baxter’s ist das dritte Album der US-amerikanischen Psychedelic-Rock-Band Jefferson Airplane. Es wurde Ende 1967 veröffentlicht und war nach Surrealistic Pillow das zweite Studioalbum der Band in diesem Jahr.

## Entstehung
Surrealistic Pillow war mit dem dritten Platz in den Albencharts und zwei Top-Ten-Platzierungen in den Singlecharts ein erfolgreiches Album für Jefferson Airplane und die Plattenfirma RCA Victor. Für diese war es der erste größere Erfolg, seit Elvis Presley die Army verlassen hatte. Der nominelle Produzent Al Schmitt gab deshalb der Band die Freiheit, jedem Experiment nachzugehen, das sie ausprobieren wollten. Für Texte und Musik waren auf diesem Album vor allem Grace Slick und Paul Kantner verantwortlich; sie drängten damit Bandgründer Marty Balin etwas in den Hintergrund, der nur Young Girl Sunday Blues schrieb.

## Das Album
After Bathing at Baxter’s enthält elf Stücke, die in fünf „Suiten“ zusammengefasst sind. Es bedeutete eine Abkehr von der Radiostandardliedlänge der beiden Vorgängeralben und zeigte Jefferson Airplane in einer experimentelleren Richtung. Der erste Teil der Suite Streetmasse ist dem Folkrocker Fred Neil gewidmet. Mit der Klangcollage A Small Package of Value Will Come to You, Shortly bewegt sich die Band auf den Spuren  der Mothers of Invention, die am Ende ihres Debütalbums Freak Out! ähnliche Experimente aufgenommen hatten. Sie endet mit Young Girl Sunday Blues, das am ehesten an frühere Stücke erinnert. The War Is Over geht vom Folk-Stil über ein psychedelisches Delirium in das überschwängliche Wild Thyme über. Hymn to an Older Generation zeigt einen mit Jimi Hendrix und The Who vergleichbaren Jorma Kaukonen an der Gitarre und endet mit Grace Slicks Ausflug in literarische Psychedelia, eine Hommage an James Joyce.
Die zweite Seite des Albums beginnt mit dem als Single veröffentlichten Watch Her Ride, das zu Kaukonens, Spencer Drydens und Jack Casadys neunminütiger Instrumental-Improvisation Spare Chaynge führt. Shizoforest Love Suite schließt das Album mit Paul Kantners musikalischem Tribut an das erste Be-In in San Francisco ab.
Das von Ron Cobb im Comicstil gezeichnete Cover zeigt ein Flugzeug – der Rumpf ist ein typisches Haight-Ashbury-Holzhaus im viktorianischen Stil – mit dem Albumtitel im Bannerschlepp.

## Rezeption
After Bathing at Baxter’s erreichte Platz 17 in den US-Charts, die ausgekoppelte Single The Ballad of You & Me & Pooneil Platz 42.
Am 20. Januar 1968 schrieb der amerikanische Rolling Stone in seiner Besprechung des Albums, dass Jefferson Airplane bis auf ein paar Ausnahmen die beste Rock-and-Roll-Band der USA sein könnten. Als Gründe führt er die Stärke der Band sowohl live auf der Bühne als auch im Studio, dazu die Stimme Grace Slicks, die Kompositionen Balins und Kantners, sowie die instrumentalen Fähigkeiten Casadys, Drydens und Kaukonens.
Bruce Eder von allmusic hält das Album für eines der reinsten Psychedelic-Rock-Alben mit nur wenig Konzessionen an den Massengeschmack und keine ans Radio. und schreibt, dass es nicht das Album für den ist, der anfängt diese Band zu hören. Er gab dem Album dreieinhalb von fünf möglichen Sternen.

## Titelliste

### Seite 1
Streetmasse
1. The Ballad of You & Me & Pooneil (Paul Kantner) – 4:30[6]
2. A Small Package of Value Will Come to You, Shortly (Spencer Dryden, Gary Blackman, Bill Thompson) – 1:42
3. Young Girl Sunday Blues (Marty Balin, Kantner) – 3:29

The War Is Over
1. Martha (Kantner) – 3:21
2. Wild Thyme (II) (Kantner) – 3:05

Hymn to an Older Generation
1. The Last Wall of the Castle (Jorma Kaukonen) – 2:46
2. Rejoyce (Grace Slick) – 4:00

### Seite 2
How Suite It Is
1. Watch Her Ride (Kantner) – 3:11
2. Spare Chaynge (instrumental) (Jack Casady, Dryden, Kaukonen) – 9:05

Shizoforest Love Suite
1. Two Heads (Slick) – 3:10
2. Won't You Try/Saturday Afternoon (Kantner) – 5:01

Die CD-Veröffentlichung von 2003 enthält folgende zusätzliche Titel:
1. The Ballad of You & Me & Pooneil (Live-Version) 11:07
2. Martha (Single-Version, Mono) 3:29
3. Two Heads (Alternative Version) 	3:18
4. Things Are Better in the East (Demo-Version) 	6:40

### Zusätzliche Musiker
- Bill Thompson: Gesang
- Gary Blackman: Gesang